# Caligae

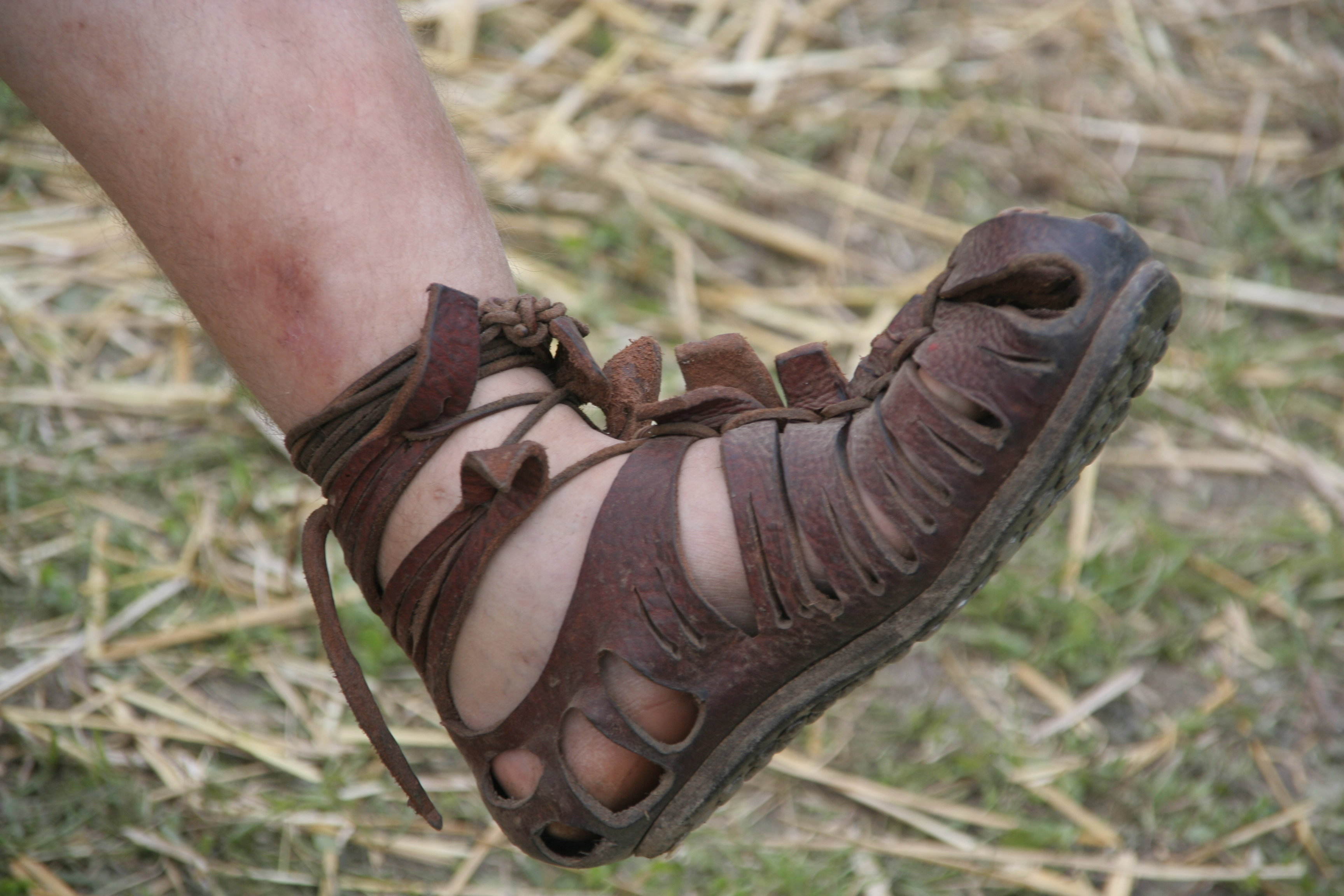
Caligae z boku

Caligae (singulár caliga) jsou sandály, které používali římští vojáci v době antického Říma. Byly asi do poloviny lýtka vysoké a na šlapkách měly kulaté železné kolíky (podobně jako tretry), které jim usnadňovaly chůzi a zvyšovaly tak dosah římského vojska.